# Cabecita (telenovela)
Cabecita fue una telenovela argentina emitida desde finales de 1999 hasta mediados de 2000 por la cadena Telefe. Protagonizada por Agustina Cherri y Alejo Ortiz. Coprotagonizada por Verónica Vieyra, Norberto Díaz, Stella Maris Closas, Jessica Schultz, Patricia Viggiano, Noemí Frenkel y Andrés Vicente. También, contó con las actuaciones especiales de Mirta Wons, Roly Serrano y los primeros actores María Rosa Gallo y Antonio Grimau. Y la presentación de Nicole Neumann.

## Argumento
Lucía (Agustina Cherri) vive en su pueblo con una gran preocupación. Mario, su padre, se ha enfrentado con "los patrones" del pueblo. Mariano Nuñez Zamora (Norberto Díaz) maneja los destinos de todos, desde sus oficinas de Buenos Aires. Y todos en el pueblo aceptan esas condiciones sin chistar y con la cabeza gacha. Todos menos el padre de Lucía. Por eso la joven tiene miedo. Ese miedo se lo transmite a Chelo (Adrián Yospe), su novio, quien la contiene diciéndole que no se deje llevar por los fantasmas.
Un acontecimiento cambia de golpe la vida de Lucía. Decide vivir en la Capital. Es así como Lucía llega a Buenos Aires en busca de su tía Coca (Jessica Schultz) pero su tía Coca es "Estrella" que trabaja como prostituta, chuleada por un matón de apellido Morán. Esteban (Alejo Ortiz) convive con el deseo de vengar la muerte de su padre. Y para lograr su venganza, decide jugarse, embarcándose en una aventura que lo obligará a vivir en la mentira. Esteban conoce a Lucy y comienza a sentirse atraído por la muchacha.
Lucy vivirá en la pensión. La pensión y la mansión son dos núcleos fundamentales en el desarrollo dramático de la historia. Pero hay un tercero que, además de combinar los hilos del drama, entremezcla situaciones de comedia: es la estación de servicio. Allí trabajan: Tucán, el encargado, Yoli (Verónica Vieyra), Ricky (Agustina Lecouna), Salomé (Celeste Pisapía) y también Lucy. Todos ellos viven en la pensión y la estación de servicio será prolongación de sus tristezas y alegrías. Allí también son habitué Esteban y su amigo Joaco.
La cafetería de la estación, es un habitual lugar de encuentro. Casi todos los personajes, ricos y pobres, desfilarán por el lugar. El humor será un protagonista especial, si bien también será sacudido por angustias y desencuentros sentimentales. Aquí están los amigos de los protagonistas. De manera tal que también aquí están las "orejas" que servirán para los desahogos.
A partir del ingreso de Lucy como empleada en la estación de servicio, Esteban y ella comienzan a verse a diario. Y Lucy no puede evitar que el amor se vaya instalando en su corazón. Esteban libra su propia lucha entre el amor y el rencor. Su padre se suicidó años antes, al descubrirse arruinado. El culpable de esa ruina fue Mariano Núñez Zamora. Y Esteban solo guarda una esperanza en su interior: poder vengarse de ese hombre. Vive obsesionado con ese momento. Es así como Esteban no solo ingresa a la empresa de Mariano, sino que también "infiltra" la familia poniéndose de novio con la hija de Mariano, Bárbara (Nicole Neumann). Él está enamorado de Lucía, pero con Bárbara sigue un juego que lo acerca a su objetivo: vengarse.
Lucía descubrirá esta relación y esto marcará su vida. La historia transcurrirá en la pensión, en la estación de servicio donde trabaja Lucía y en la gran casona de Mariano. El humor estará presente constantemente alrededor de Lucía, de la mano de los personajes que la rodean en la pensión y en su lugar de trabajo. Lucía, constantemente discriminada por los que la consideran una "cabecita", sufrirá los embates de sus enemigos. Porque la joven tiene enemigos y muy peligrosos. Sin querer, Lucía no solo se mete en la vida de los Nuñez Zamora, sino que hace trastabillar el imperio económico que es la razón de vida para Mariano.

## Elenco
- Agustina Cherri como Lucía Escobar
- Alejo Ortiz como Esteban Zuluaga
- María Rosa Gallo como Sofía De Nuñez Zamora
- Norberto Díaz como Mariano Nuñez Zamora
- Patricia Viggiano como Nora De Nuñez Zamora
- Stella Maris Closas como Lidia Nuñez Zamora
- Antonio Grimau como Aníbal Maldonado
- Jessica Schultz como Estrella / Coca
- Noemí Frenkel como Ana María Nuñez Zamora
- Andrés Vicente como Tucán
- Nicolás Scarpino como Rata
- Mirta Wons com China
- Roly Serrano como Fito
- Dolores Fonzi como María
- Agustina Lecouna como Ricky
- Adrián Yospe como Chelo
- Celeste Pisapía como Salomé
- Nicole Neumann como Bárbara Nuñez Zamora
- Mariano Bertolini como Federico
- Raquel Casal como Dorotea
- Jorge Schubert como Marcelo
- Valeria Lorca como Corina
- Verónica Vieyra como Yoli
- Natalia Oreiro como Milagros 'La cholito' (cameo)
- Hilda Bernard como Ñata
- Diego Mesaglio como Ignacio / Nacho
- Thelma Fardín